# Molnár Adrienn
Molnár Adrienn (1968. június 20. –) válogatott labdarúgó, középpályás.

## Pályafutása

### A válogatottban
1991 és 1996 között négy alkalommal szerepelt a válogatottban.

## Sikerei, díjai
- Magyar bajnokság
  - bajnok: 1995–96, 1996–97

## Statisztika

### Mérkőzései a válogatottban
| Magyarország | Magyarország        | Magyarország         | Magyarország | Magyarország | Magyarország | Magyarország | Magyarország | Magyarország |
| #            | Dátum               | Helyszín             | Hazai        | Eredmény     | Vendég       | Kiírás       | Gólok        | Esemény      |
| ------------ | ------------------- | -------------------- | ------------ | ------------ | ------------ | ------------ | ------------ | ------------ |
| 1.           | 1991. október 9.    | Bécs, Práter Stadion | Ausztria     | 0 – 3        | Magyarország | barátságos   | -            | becserélve   |
| 2.           | 1996. június 16.    | Ungvár               | Ukrajna      | 2 – 0        | Magyarország | Eb-selejtező | -            |              |
| 3.           | 1996. augusztus 18. | Bécs                 | Ausztria     | 1 – 3        | Magyarország | barátságos   | -            |              |
| 4.           | 1996. augusztus 25. | Szeged               | Magyarország | 1 – 2        | Bulgária     | Eb-selejtező | -            |              |
|              | Összesen            |                      |              | 4            | mérkőzés     |              | 0            | gól          |